# Свети Георги (Момино село)
„Свети великомъченик Георги Победоносец“ е православен храм в село Момино село, част от Пловдивската епархия на Българската православна църква.

## История
Църквата е осветена на 15 октомври 1900 г. По това време свещеник в селото е отец Георги, родом от Селджиково. По време на Чирпанското земетресение камбанарията на църквата е разрушена. След това отец Тодор Николов, дългогодишен свещеник в селото, ремонтира църквата и възстановява камбанарията.